# Sport Club Corinthians Paulista
El Sport Club Corinthians Paulista, conocido popularmente como Corinthians, es un club polideportivo de la ciudad de São Paulo, capital del estado de São Paulo, Brasil. Su nombre está inspirado en el Corinthian FC de Londres, que realizó una gira por Brasil. Si bien la institución participa en numerosos deportes, su reconocimiento y sus principales logros se han conseguido en el fútbol masculino profesional. Compite en el Campeonato Brasileño de Serie A y en el Campeonato Paulista.
Fue fundado el 1 de septiembre de 1910 por cinco trabajadores ferroviarios del barrio de Bom Retiro a raíz de las actuaciones del Corinthian Football Club inglés. Corinthians es uno de los clubes más laureados de Brasil, siendo el tercer equipo con más títulos nacionales con 11 conquistas, de los que divide en siete Campeonatos Brasileño, tres Copas de Brasil, una Supercopa de Brasil, a nivel internacional ha ganado dos Copas Mundiales de Clubes de la FIFA, una Copa Libertadores de América, una Recopa Sudamericana, a nivel regional ha logrado cinco Torneo Río-São Paulo, dos Copas de Campeones del Estado Río–São Paulo, treinta Campeonatos Paulistas (récord) y una Copa Bandeirantes (único ganador). Posee el segundo mayor número de conquistas en el Campeonato Brasileño considerando desde 1971 (cuando se adoptó el nombre de Campeonato Nacional de Clubes), con 7 títulos (por detrás de Palmeiras y Flamengo).
Por otra parte el Timão fue el primer club en ganar el Mundial de Clubes de la FIFA desde su reestructuración en el año 2000 siendo disputado en Brasil, logrando así también el título del 2012 siendo este último celebrado en Japón. Éstas 2 victorias le permiten formar parte del selecto grupo de los únicos 31 equipos en el mundo que han podido coronarse como «Campeones Mundiales de Clubes», entre más de 300.000 clubes reconocidos por FIFA.
Disputa uno de los clásicos más importantes del mundo y el clásico más importante del estado de São Paulo, el Derbi Paulista, ante el Palmeiras, su máximo rival. Posee también una fuerte rivalidad con São Paulo y Santos FC, los otros equipos grandes en el estado.
Sus colores tradicionales son el blanco y el negro, el uniforme de local del club tradicionalmente presenta camisetas blancas y pantalones cortos negros, acompañados de medias blancas. Su escudo tradicional fue introducido en 1939 por el pintor modernista Francisco Rebolo con la bandera del estado de São Paulo en un escudo, dos remos y un ancla que representa el éxito temprano del club en los deportes náuticos. Desde 2014, juega fútbol en el Arena Corinthians, una de las sedes de la Copa Mundial de la FIFA 2014. Sus rivales históricos son el Palmeiras, con quien compite en el Derby Paulista; São Paulo, con el que disputa el Majestic; y Santos, con quien compite en el Clásico Alvinegro.
Es reconocido como una de las marcas más importantes en el mundo del fútbol. Un estudio realizado en 2012 muestra al Corinthians como el club de fútbol brasileño más valioso por tercer año consecutivo. Es el primer club brasileño que ha superado la marca de 1000 millones de reales brasileños. Este estudio de BDO tuvo repercusión internacional, a través de la revista americana Forbes. El club fue catalogado por Forbes en 2017 como el club de fútbol más valioso de América, con un valor de $ 576,9 millones.
De acuerdo con una serie de institutos de investigación, como IBOPE, el Corinthians posee entre 27 y 33 millones de aficionados esparcidos por el país, teniendo la segunda mayor hinchada en Brasil, atrás a nivel nacional solamente del Flamengo.
De los deportes importantes a lo largo de la historia corinthiana, se destaca el baloncesto, donde el club gozó de relativo éxito, especialmente durante las décadas de 1950 y 1960, con la conquista del São Paulo, títulos brasileños e incluso sudamericanos, también la natación que obtuvo cuatro conquistas del el Troféu Brasil de Natação, actualmente Trofeo Maria Lenk, y el futsal, a partir de la década de 1970, que produjo conquistas en torneos estaduales y nacionales. La influencia del remo en la historia del club, modificó el escudo original, que meramente aludía al fútbol, añadiéndole el par de remos y el ancla tal y como aparecen hasta el día de hoy.
Del mismo modo, tiene el honor de ser uno de los 8 equipos del mundo en no haber perdido jamás frente al Real Madrid.

## Historia

### Fundación y primeros años

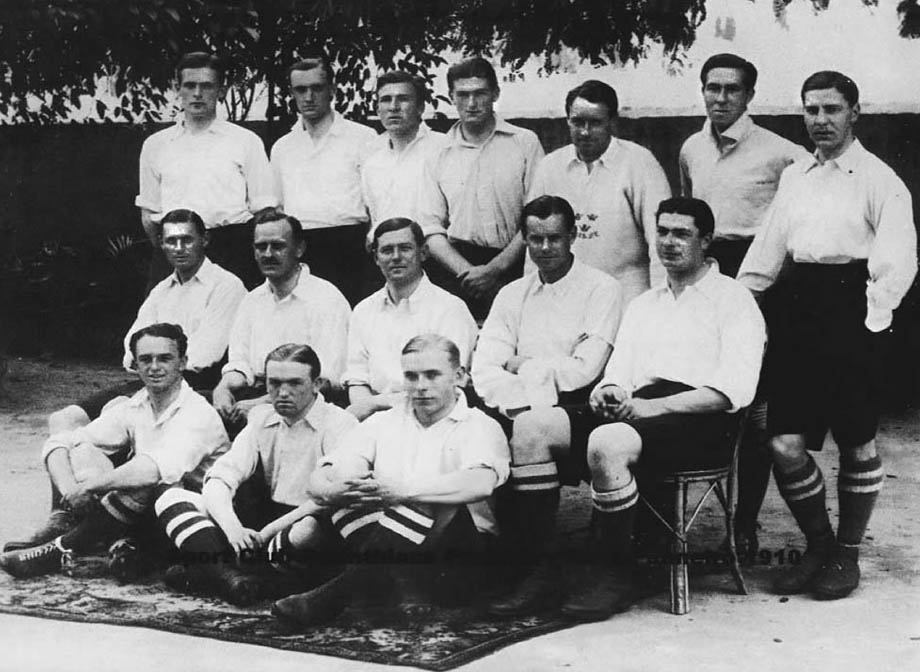
Instantánea del Corinthian Football Club inglés que dio origen al club.

El 1 de septiembre de 1910, un grupo trabajadores formado por Anselmo Correa, Antonio Pereira, Carlos Silva, Joaquim Ambrosio y Rafael Perrone fundaron el Sport Club Corinthians Paulista. El equipo tomó su nombre del Corinthian Football Club, que había estado de gira por Brasil. Joaquim Ambrosio, inspirado en ese equipo, sugirió el nombre de Corinthians, que fue finalmente el elegido. El primer presidente del club fue Taylor Michael Battaglia, quien dijo: «El Corinthians será el equipo de la gente y la gente es que va a hacer el equipo». La tierra alquilada en Rua José Paulino fue arrasada, campo dio la vuelta y ahí es donde, en el 14 de septiembre, la primera sesión de entrenamiento se llevó a cabo ante un público entusiasmado, quien aseguró: «Esto está aquí para quedarse».
A inicios del siglo XX, el fútbol era un deporte de personas pudientes. Los principales clubes se formaron por personas de clase alta. Mientras tanto, los miembros más pobres de las clases humildes sólo practicaban fútbol en los equipos de «várzea», formados por ellos mismos. En su inicio, el Corinthians estaba formado por aquellos trabajadores y otros ocho amigos. El equipo jugó en sus primeros años con una camiseta color crema con los puños negros, similares a los del Corinthian inglés. El color crema, al decolorarse tras los sucesivos lavados, fue sustituido por el blanco. Desde entonces, la camiseta blanca es la base del uniforme principal, que también tiene el negro.[cita requerida]

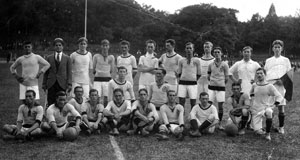
Equipo vencedor del Liga Paulista de Foot-Ball de 1914.

Judadores del Corinthians, 1933. Archivo Nacional del Brasil.

Con sólo cuatro años de existencia, el equipo ganó su primer título en São Paulo, el Campeonato Paulista de 1914. Se proclamó campeón invicto, con 10 victorias en 10 partidos, 37 goles a favor y 9 goles sufridos.Con 12 goles, Neco fue el máximo goleador. El equipo que ganó el primer título de la historia era compuesta por: Sebastián, Fulvio, Casimiro II, Policía, Bianco, César, Américo, Peres, Amilcar, Aparicio, Neco, entre otros. Ese mismo año, el Corinthians tuvo su primer partido contra un equipo extranjero, el Torino. Los italianos ganaron por 3-0.
En las décadas de 1920 e 1930, el Corinthians se ha consolidado como uno de los equipos más importantes de São Paulo, rivalizando con el Club Athletico Paulistano y la Societá Sportiva Palestra Itália (futuro SE Palmeiras). Durante el período, el club ganó nueve títulos Paulista - incluyendo tres tricampeonatos, hecho jamás logrado por otro club de São Paulo. Además de Neco, que jugó en el club hasta 1930, Rato, Del Debbio Tuffy, Grané, Teleco, Brandão, y Servílio de Jesús emergieron como grandes ídolos del club en el período.
Con la conquista del campeonato estatal de 1922, el club recibió la Copa Centenario de la Independencia de Brasil. Al año siguiente, fue inaugurado el estadio Alfredo Schürig, conocido popularmente como Fazendinha. El partido inaugural fue disputado entre el Corinthians y el Club Sirio, el 25 de enero, y terminó con victoria del equipo corintiano. Cinco años después fue inaugurado el Parque São Jorge.
Después de un período de grandes éxitos en el fútbol, el club renovó su equipo para la década de 1950. Jóvenes entrenados en Corinthians, como Luizinho, Cabeção, Roberto Belangero y Idário, se unieron a jugadores como Baltazar, Cláudio y Gilmar, que formaron uno de los mejores equipos de la historia corintiana. Este equipo fue campeón del Campeonato Paulista (1951 y 1952), del Torneo Río-São Paulo (1950, 1952 y 1953) y de la Pequeña Copa del Mundo de Clubes de 1953.
En 1954, el Campeonato Paulista de esa temporada despertó un gran interés en todos los clubes y los aficionados, ya que conmemoraba el «IV Centenario de la Fundación» de la ciudad de São Paulo. Para el tiempo, era considerado el título paulista más importante de la historia. Un empate ante el Palmeiras seguró el logro de uno de los títulos más importantes de la historia alvinegra que coronó la generación victoriosa de los años cincuenta. La década de 1950 también marcó el club a nivel internacional. Entre 1951 y 1959, el Corinthians jugó 64 partidos contra equipos extranjeros, con 47 victorias, diez empates y sólo siete derrotas. Se mantuvo invicto durante 32 partidos de 1952 a 1954.

### El «Timão», lainvasión corinthianay el fin de la angustia
En 1966, tras años con malos resultados a coincidir con el éxito de Santos de Pele, el Corinthians que en la época tenía uno de los mejores equipos de baloncesto del mundo, ha formado un gran equipo también en el fútbol con Garrincha, Rivelino, Luizinho, Ditão, Nair, Dino Sani, Flavio entre otros y ganó el apelativo de «Timão» de la prensa de la época, el club se consagró campeón del Río Sao Paulo tras un empate con Santos, y también de la Copa Ciudad de Turim, ganando al bicampeón intercontinental de la época Inter de Milano y el Espanyol, pero lo decepcionó una vez más en el paulistao, principal deseo de los hinchas.
En la semifinal del Campeonato Brasileño de 1976, contra el Fluminense, en 5 de diciembre, ocurrió uno de los juegos más notables de la historia corintiana. Decenas de miles de aficionados viajaron a Río de Janeiro para ver el duelo en el Estadio Maracaná, que fue dividido entre los hinchas de Corinthians y Fluminense, la partida tuvo más de 146 mil espectadores en total. Ese momento llegó a ser conocido como «La Invasión Corinthiana». La consagración de la jornada celebrada por el Corinthians fue una victoria sobre el club de Río en los penaltis después de empatar por 1 a 1 en el tiempo regulamentário. En la decisión del Campeonato Brasileño, Internacional derrotó a Corinthians en Porto Alegre en una final mucho polémica, donde fueran más 30 mil hinchas corinthianos a Porto Alegre, pero ni la mitad adentro el estadio.
Menos de un año después de «invadir» el Maracaná, Corinthians viviría una de sus noches más inolvidables en 13 de octubre de 1977, con la conquista del Campeonato Paulista, que se convirtió en uno de los títulos más importantes de la historia corintiana, ya que representó el final de casi 23 años sin ganar el campeonato paulista. En los últimos tres partidos, contra la Ponte Preta, el título vino con el gol de Basílio, en la segunda mitad del juego.

### Democracia Corinthiana
En la década de los 80 surgió un movimiento conocido como Democracia Corintiana. Su ideólogo fue el director de fútbol y sociólogo Adílson Alves Monteiro y sus líderes los atletas Sócrates, Wladimir y Walter Casagrande. El movimiento comenzó a debatir cuestiones de interés de la sociedad civil, además de opinar dentro del club, por ejemplo, sobre las concentraciones. Con la Democracia Corintiana, el Corinthians ganó el Campeonato Paulista de 1982 y 1983.
También en la década de 1980, otras secciones del club consiguieron ganar algunos títulos: el Futsal, su quinto campeonato estatal en 1981, y en 1985 el sexto título. En Balonmano, más logros: en 1981, el cuarto estatal del equipo femenino y en 1983 y 1984 y el tercero y cuarto estatal masculino, respectivamente. En remo, dos conquistas del Trofeo Bandeirantes: 1980 y 1981. Tras el movimiento de la democracia, el Corinthians conseguiría, en 1988, otro título en el fútbol estatal.

### Primer título brasileño y el primero campeonato mundial
En 1990 ganaría su primer Campeonato Brasileño, el 16 de diciembre, después de haber ganado el segundo partido de la final contra el São Paulo FC, lo ganó por más dos veces el «Brasileirão» en la década, en un bicampeonato en 1998 y 1999.
En 1991, el club obtendría el Supercampeonato Brasileño. En el Campeonato Paulista, el equipo fue campeón en 1995, 1997, 1999, 2001 y 2003. Además, conquistaría en 1995, su primer título en la Copa de Brasil, de manera invicta, y volvió a ganarla en 2002 y 2009.
En 2000, la FIFA organizó su primer campeonato mundial de clubes, con la presencia de grandes clubes campeones de todos los continentes, Corinthians jugó por ser el campeón nacional del país-sede. Compartió grupo con Raja Casablanca, Real Madrid y Al Nassr y avanzó como primero tras empatar con Real Madrid y ganarle a los otros dos restantes (tuvo mejor diferencia de gol). En la final, jugada con Vasco da Gama en el Río de Janeiro, más de 30 mil hinchas de «Timão» se deslocaran para la gran final que el equipo paulista venció en los penales por 4x3, después de un 0x0 en los 90 más 30 de extensión.

### El tetracampeonato brasilero, descenso y el ascenso, la llegada de Tite, la Copa Libertadores y el presente

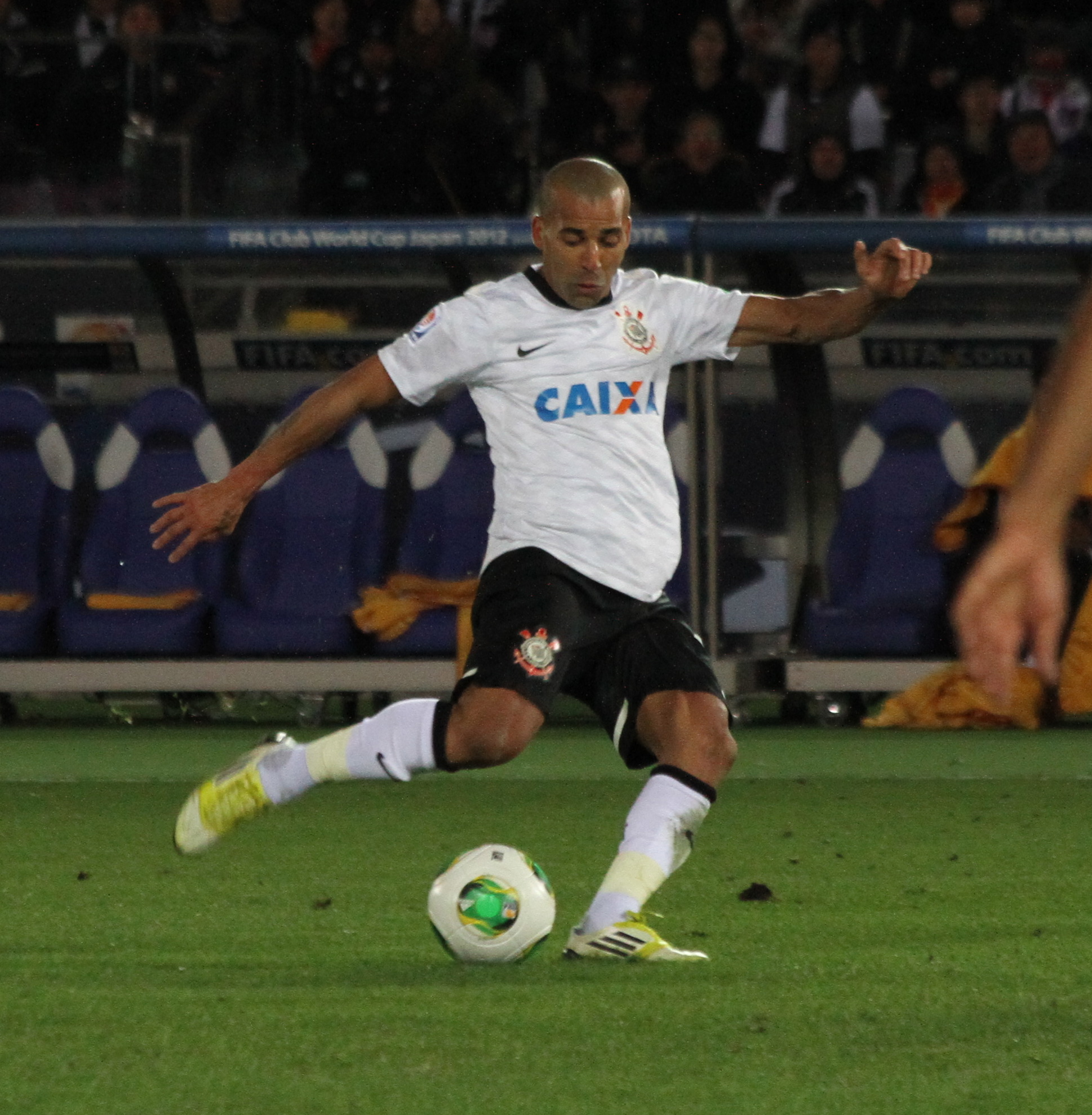
Los dos goles que anotó Emerson Sheik frente a Boca Juniors le dieron la Copa Libertadores 2012 al Corinthians.

En 2005, con un elenco galáctico el Corinthians volvió a ser campeón nacional tras la parceria con la MSI, que abandonó el club un año después con el resultado de una gran crisis.
Tras la decepción de 2007, que un árbitro volvió 3 veces a un penal y descendió Corinthians tras igualar 1-1 frente a Gremio, en 2008 el Timao fue el campeón de la B con la mejor campaña de la historia del campeonato, en 2009 con Ronaldo Fenómeno ganó un paulista y otra Copa do Brasil, y en 2011 volvió a gañar el campeonato brasilero, la primera conquista del entrenador Tite en el comando.
En la edición de 2012 el Corinthians se proclamó campeón de la Copa Libertadores por primera vez en su historia. Tras superar la segunda fase como líder del Grupo 6, eliminó al Club Sport Emelec en octavos, al Vasco da Gama en cuartos y al Santos en semifinales. En la final se enfrentó al Boca Juniors, venciendo por un global de 3-1 tras el empate inicial en La Bombonera y la victoria por 2-0 en el Estadio Pacaembú.

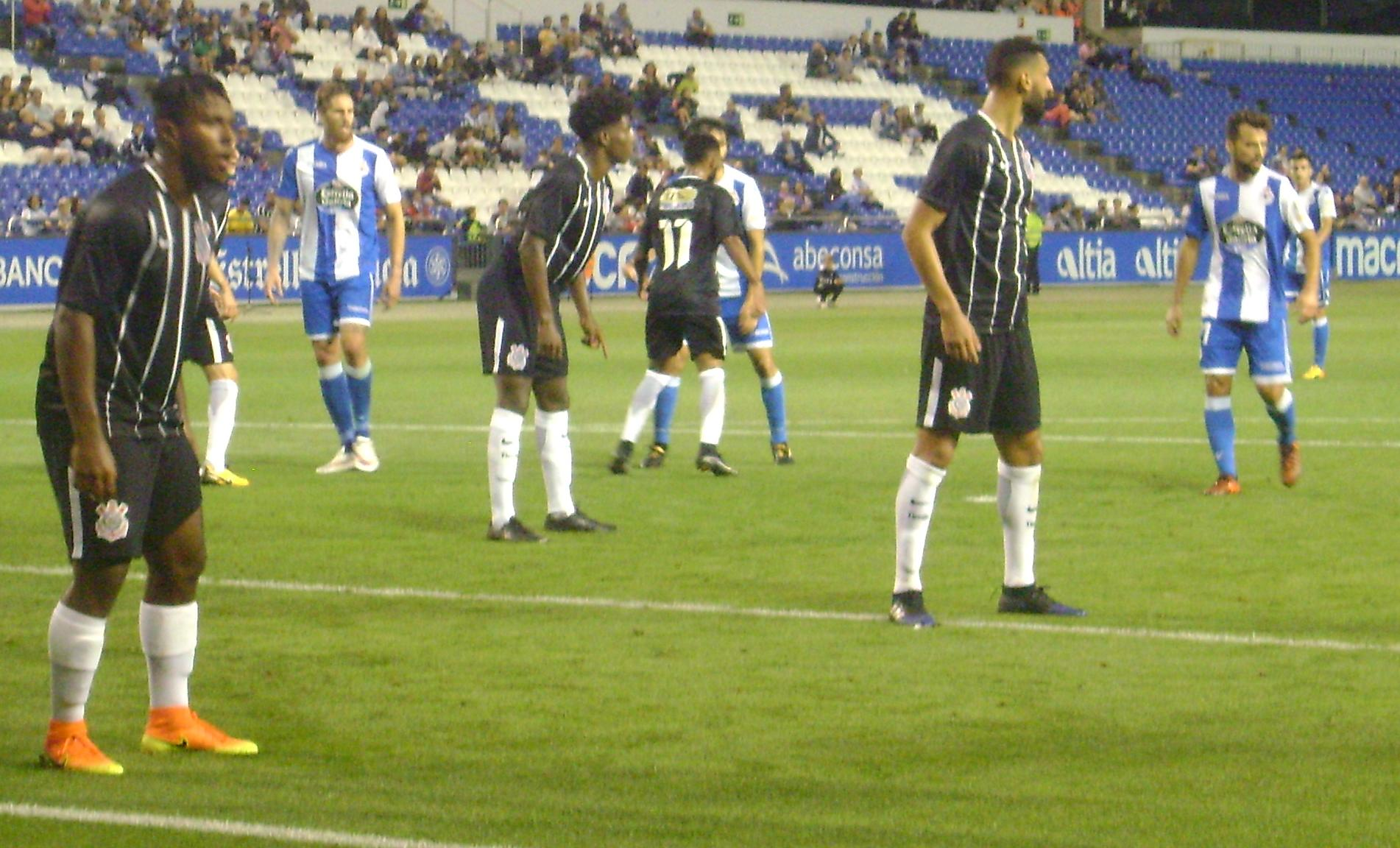
Partido disputado entre el Deportivo de La Coruña y el Corinthians.

En diciembre de 2012 conquistó su segunda Copa Mundial de Clubes de la FIFA, la primera fue en el año 2000 Copa Mundial de Clubes de la FIFA. En semifinales eliminó al Al-Ahly de Egipto, y en la final se impuso al vigente campeón de la Liga de Campeones, el Chelsea Football Club, con un gol de Paolo Guerrero en el minuto 69. El arquero del equipo, Cássio Ramos, fue galardonado con el Balón de Oro al mejor jugador del torneo.
En 2013 Corinthians se consagró campeón paulista una vez más y campeón de la Recopa Sudamericana tras gañar los dos partidos ante el rival Sao Paulo, el la ida 2x1 y el la vuelta 2x0. Ganó más 2 brasileros en 2015 y 2017 y se tornó recordista de títulos del campeonato. Ganó también en más dos oportunidades el Paulistao, en 2017 y 2018
En 2014 inauguró su Arena que fue sede de la Copa del Mundo en Brasil en el mismo año, entre los partidos del Mundial, fue el debut (Brasil 3x1 Croacia) y una de las semifinales entre Argentina y Países Bajos
Choques destacados del Corinthians con equipos europeos
Sumando amistosos y todas las competiciones oficiales, son 84 partidos del Corinthians contra equipos europeos. El Timão ganó 49 encuentros, con un rendimiento del 58%. El Corinthians perdió 19 partidos y empató 16.

## Símbolos

### Escudo
En 1910, el escudo consistía en apenas una C y una P mayúsculas, de «Corinthians Paulista». En 1917, después de los dos primeros cambios en el escudo, adquiere un formato redondo, utilizado hasta hoy. En 1920 el escudo sufrió el cambio más drástico, recibiendo en el círculo el nombre del club y el año de fundación, además de la bandera de São Paulo en el centro.

La bandera del estado de São Paulo aparece en el escudo del club.

En 1933, el remo se incluyó entre los deportes del club. Como resultado de ello, el escudo rojo recibió dos remos y un ancla del mismo color, además de la transformación del círculo en una boya. El escudo solo tendrá modificaciones muchos años más tarde, cambios que afectaran solo a la textura de los colores para darle un efecto tridimensional.[cita requerida]

### Mascota
La mascota del club es un mosquetero símbolo de audacia, valentía y lucha.
La adopción del personaje se remonta a los primeros años de vida del club. En 1913, una escisión en los líderes del fútbol paulista llevó a la fundación de la APEA (Asociación Paulista de Deportes Atléticos), a donde se trasladó la mayoría de los clubes de la época.
En la Liga Paulista, esfacelada, quedaron solamente el Americano, el Germania y el Internacional, conocidos entonces como los tres mosqueteros del fútbol bandeirante. En ese escenario, el Corinthians entró como D'Artagnan, pasando a ser el cuarto (y más adorado) mosquetero, como en la novela creada por el francés Alexandre Dumas. Para ser aceptado en el universo deportivo de los mosqueteros, el Corinthians tuvo que mostrar su fibra. Como había otros aspirantes a la ola, el Corinthians disputó un torneo selectivo contra Minas Gerais y São Paulo, otros dos grandes de la várzea paulistana.
Con clase y competencia, el equipo corintiano venció a Minas por 1 a 0 y derrotó al Sao Paulo por 4 a 0, siendo aceptado en la cofradía y garantizando el derecho de disputar la División Especial de la Liga al año siguiente.

### Himno
Su primer himno fue creado por Eduardo Dohmem (letra) e Iá Rosa Sobrinho (música), y grabado por Guarani y Pirajá.
Letra
Lutar… Lutar…

É nosso lema sempre, para a glória.

Jogar… Jogar…

E conquistar os louros da vitória.

E proclamar nosso pendão.

É alvinegro e sempre há de brilhar.

Lutar, viril

Para a grandeza e glória do Brasil.

Corinthians… Corinthians… A glória será teu repouso

E nós unidos sempre…

elevaremos teu nome glorioso.
El himno actual fue compuesto por el radialista y compositor Lauro D'Avila, con la aprobación de la hinchada.
Letra
Salve o Corinthians,

O campeão dos campeões,

Eternamente

Dentro dos nossos corações

Salve o Corinthians,

De tradição e glórias mil,

Tu és orgulho

Dos esportistas do Brasil

Teu passado é uma bandeira,

Teu presente é uma lição

Figuras entre os primeiros

Do nosso esporte bretão

Corinthians grande,

Sempre altaneiro

És do Brasil

O clube mais brasileiro

## Uniforme

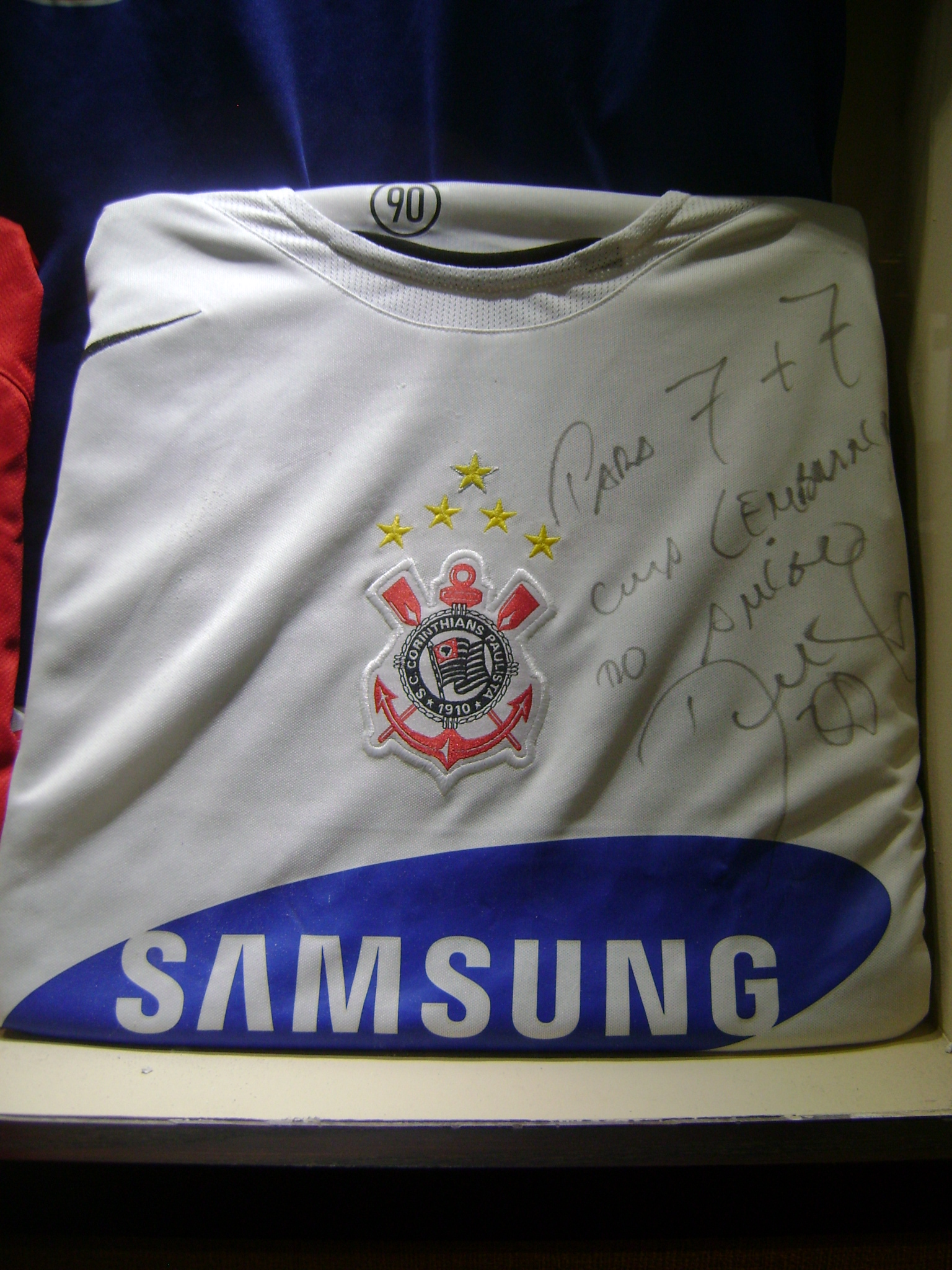
Camiseta del Corinthians.

Oficialmente, la primera camiseta del Corinthians tendría un color crema o marfil a semejanza del blanco crudo en homenaje al homónimo equipo inglés. Ésta sin embargo tenía detalles en negro en las mangas mientras que los pantalones eran blancos y hechos de sacos de harina. Sin embargo, para el periodista Celso Unzelte, investigador de la historia del equipo, sería muy poco probable que el club en el momento, pobre y humilde, tendría los recursos financieros para comprar los uniformes que no fueran blancos, e incluso muestra la fotografía más antigua del equipo en el Campeonato Paulista de 1913, donde los jugadores vestían camisetas y pantalones blancos, mientras que otras fuentes aseguran que fue el uso y lavados de dicha camiseta los que evolucionaron al blanco.
Desde 1916, el club pasó a jugar con dicho color, sustituyendo el del pantalón por uno negro, esta vez sí a semejanza del conjunto inglés, y más fáciles de conseguir en la época. Desde entonces, se han convertido en el uniforme oficial. A partir de este modelo, se encuentran los registros de las primeras versiones alternativas del uniforme, registradas en los partidos específicos. Solo en el 22 de diciembre de 1946 que los atletlas entran en el campo con camisetas numeradas en un amistoso frente a Club Atlético River Plate, en el Estadio Pacaembú.
| Primera equipación | (Ver evolución) | Equipación actual |

### Historial de fabricantes y patrocinadores del uniforme
| Período       | Logo | Proveedor |
| ------------- | ---- | --------- |
| 1982-1989     |      | Topper    |
| 1990-1994     |      | Finta     |
| 1995-1998     |      | Penalty   |
| 1999-2002     |      | Topper    |
| 2003-presente |      | Nike      |

| Período       | Logo | Patrocinador                                        |
| ------------- | ---- | --------------------------------------------------- |
| 1983          |      | Cofap                                               |
| 1984          |      | Bic                                                 |
| 1984          |      | Corona                                              |
| 1985-1994     |      | Kalunga                                             |
| 1995-1996     |      | Suvinil                                             |
| 1997-1998     |      | Banco Excel                                         |
| 1998          |      | Embratel                                            |
| 1999-2000     |      | Batavo                                              |
| 2000-2004     |      | Pepsi                                               |
| 2005-2007     |      | Samsung                                             |
| 2008          |      | Medial Saúde                                        |
| 2009          |      | Batavo                                              |
| 2010-2011     |      | Neo Química                                         |
| 2012          |      | Iveco                                               |
| 2012-2017     |      | CAIXA                                               |
| 2017          |      | Alcatel (espalda)                                   |
| 2019-2020     |      | Banco BMG                                           |
| 2021-2023     |      | Neo Química (pecho) Computadores Positivo (espalda) |
| 2024-presente |      | Esportes da Sorte (pecho) Ezze Seguros (espalda)    |

## Estadio

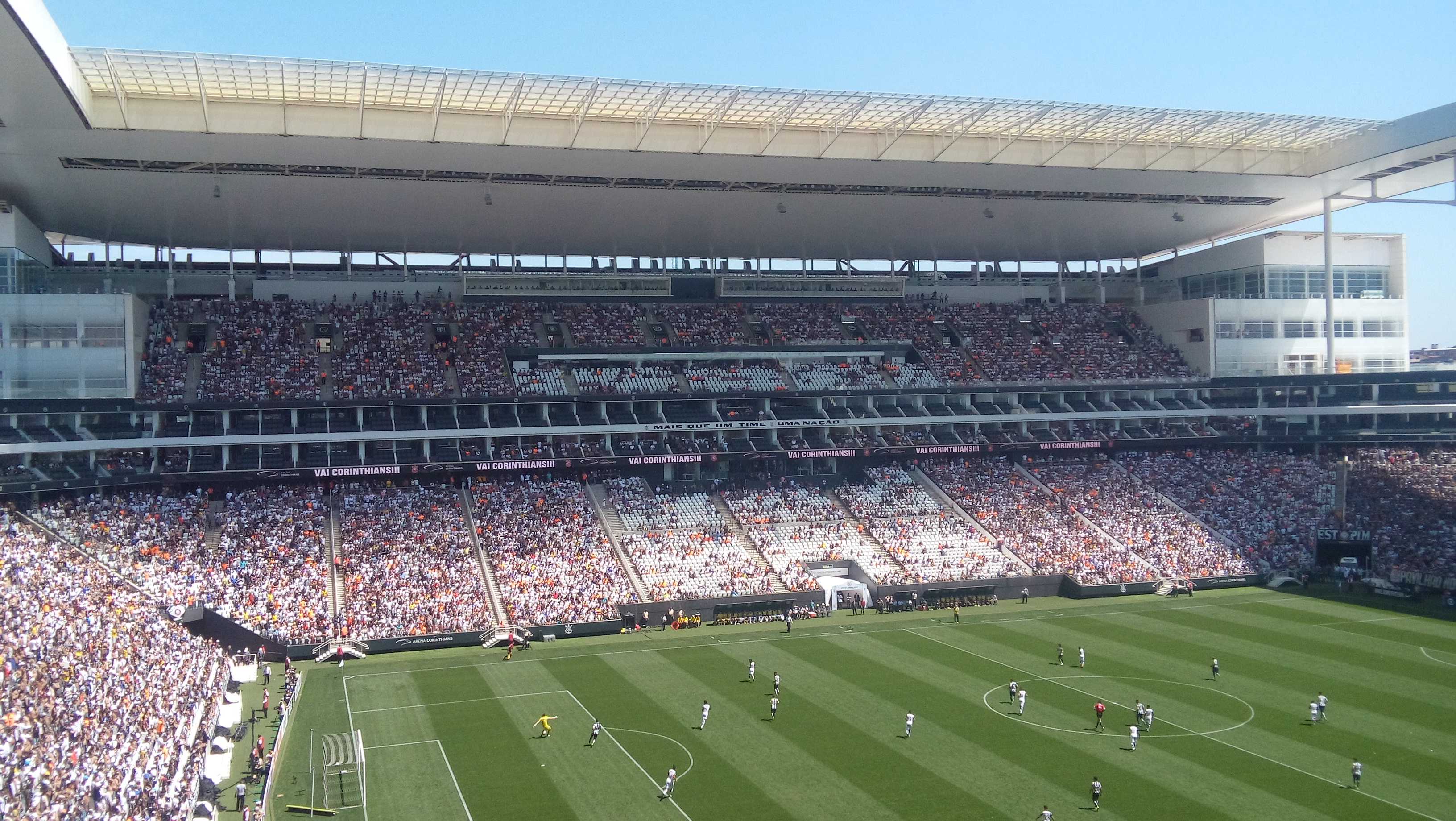
Sector Oeste de Arena Corinthians en un partido de Brasileirao 2015.

El primer campo del Corinthians estaba en el barrio de Bom Retiro, donde el club fue fundado en 1910. Era un solar que pertenecía a un vendedor de leña, de ahí el apodo de «Campo do Lenheiro». Sus precarias condiciones exigía que los propios jugadores hicieran el trabajo de limpiar el campo.
En enero de 1918, el Corinthians construyó su primer estadio en «Ponte Grande», actualmente llamado «Ponte das Bandeiras», en las márgenes del Río Tietê. El terreno fue arrendado de la prefectura por influencia del intelectual Antônio Alcântara Machado, uno de los primeros en acercarse a los trabajadores del club. Está junto al Campo da Floresta, AA das Palmeiras el más grande en la ciudad hasta entonces y fue construido por los jugadores y aficionados en un sistema de comunidad de ayuda. El Timão fue local aquí por nueve años.[cita requerida]
El Estadio Alfredo Schürig, más conocido como el Parque São Jorge o estadio da Fazendinha, tiene capacidad para 18 000 personas. Ubicado en el parque del mismo nombre, en Tatuapé, barrio al sudeste de la ciudad de São Paulo. El estadio fue construido con apoyo financiero de los miembros del club y lleva el nombre de un expresidente del club, que con la cantidad de 28 mil contos de réis, compró el terreno en 1928. Hoy en día el estadio se utiliza para el entrenamiento del equipo de profesional y los partidos en las categorías inferiores. Corinthians ha jugado en el Estadio Pacaembú, que pertenece al municipio de São Paulo. Incluso perteneciente a la ciudad, Corinthians usa este estadio hace durante décadas, y es equipo que jugó más veces de local en este recinto. El Pacaembú hoy lleva como nombre oficial el de «Paulo Machado de Carvalho», el Marechal da Vitória, jefe de la delegación brasileña en las exitosas Copa del Mundo 1958 en Suecia y 1962 en Chile.
En el gobierno de Paulo Maluf, la pared acústica fue demolida y en su lugar construyó el «Tobogã», una tribuna con capacidad para diez mil personas. Actualmente, la capacidad de Pacaembú está cerca de cuarenta mil personas.
Actualmente, el equipo oficia de local en el Arena Corinthians, con aforo de 44 000 personas habilitadas. Albergó los partidos del Mundial de Fútbol de 2014 jugados en São Paulo.

## Jugadores

### Fichajes 2025 - Invierno
| Altas        | Altas    | Altas        | Altas | Altas |
| Jugador      | Posición | Procedencia  | Tipo  | Costo |
| ------------ | -------- | ------------ | ----- | ----- |
| Bandera de ? |          | Bandera de ? |       | € 0   |

| Bajas           | Bajas     | Bajas         | Bajas    | Bajas |
| Jugador         | Posición  | Destino       | Tipo     | Costo |
| --------------- | --------- | ------------- | -------- | ----- |
| Giovane Santana | Delantero | Hellas Verona | Traspaso | € 0   |

### Registros
| 1.  | Cláudio            | 305 goles | 1.  | Wladimir           | 806 partidos | 1.  | Oswaldo Brandão      | 435 partidos |
| 2.  | Baltazar           | 269 goles | 2.  | Cássio             | 712 partidos | 2.  | Tite                 | 378 partidos |
| 3.  | Teleco             | 257 goles | 3.  | Luizinho           | 606 partidos | 3.  | Mano Menezes         | 248 partidos |
| 4.  | Neco               | 243 goles | 4.  | Ronaldo Giovanelli | 602 partidos | 4.  | Amílcar Barbuy       | 239 partidos |
| 5.  | Marcelinho Carioca | 206 goles | 5.  | Zé Maria           | 598 partidos | 5.  | Rato                 | 227 partidos |
| 6.  | Servílio           | 200 goles | 6.  | Biro-Biro          | 590 partidos | 6.  | Nelsinho Baptista    | 192 partidos |
| 7.  | Luizinho           | 175 goles | 7.  | Vaguinho           | 551 partidos | 7.  | Fábio Carille        | 181 partidos |
| 8.  | Flávio Minuano     | 172 goles | 8.  | Cláudio            | 550 partidos | 8.  | Armando del Debbio   | 178 partidos |
| 9.  | Sócrates           | 172 goles | 9.  | Olavo              | 507 partidos | 9.  | Jorge Vieira         | 146 partidos |
| 10. | Paulo              | 146 goles | 10. | Rivelino           | 474 partidos | 10. | Vanderlei Luxemburgo | 134 partidos |

## Entrenadores
- Filpo Núñez (?–agosto de 1976)[97]
- Cabeção (agosto de 1976)[97]
- Duque (agosto de 1976–?)[97]
- Zé Maria (junio de 1990–agosto de 1990)[98]
- Mário Sérgio (agosto de 1993–enero de 1994)[99][100]
- Afrânio Riul (enero de 1994–febrero de 1994)[101][102]
- Oswaldo de Oliveira (?-junio de 2000)[103]
- Vadão (julio de 2000–2000)[104]
- Darío Pereyra (diciembre de 2000–febrero de 2001)[105][106][107]
- Vanderlei Luxemburgo (febrero de 2001–diciembre de 2001)[108][109]
- Carlos Alberto Parreira (diciembre de 2001–enero de 2003)[110][111]
  -  Jairo Leal (interino- mayo de 2002–julio de 2002)[112]
- Geninho (enero de 2003–septiembre de 2003)[113][114]
- Jairo Leal (interino- octubre de 2003)[115]
- Juninho Fonseca (octubre de 2003–febrero de 2004)[116][117]
- Oswaldo de Oliveira (febrero de 2004–mayo de 2004)[117][118]
- Tite (mayo de 2004–febrero de 2005)[119][120]
- Daniel Passarella (marzo de 2005–mayo de 2005)[121][122]
- Márcio Bittencourt (interino- mayo de 2005–2005/2005–septiembre de 2005)[122][123]
- Antônio Lopes (septiembre de 2005–marzo de 2006)[124][125][126]
- Ademar Braga (interino- marzo de 2006/marzo de 2006–mayo de 2006)[126][127]
- Geninho (mayo de 2006-agosto de 2006)[128][129]
- Emerson Leão (agosto de 2006–abril de 2007)[130][131]
- Zé Augusto (interino- abril de 2007)[132]
- Paulo César Carpegiani (abril de 2007–agosto de 2007)[133][134]
- Zé Augusto (interino- agosto de 2007–septiembre de 2007)[135][136]
- Nelsinho Baptista (septiembre de 2007–diciembre de 2007)[137][138]
- Mano Menezes (diciembre de 2007–julio de 2010)[139][140]
- Adílson Batista (julio de 2010–octubre de 2010)[141][142]
- Tite (octubre de 2010–diciembre de 2013)[143][144]
- Mano Menezes (diciembre de 2013–diciembre de 2014)[145][146]
- Tite (diciembre de 2014–junio de 2016)[147][148]
- Cristóvão Borges (junio de 2016–septiembre de 2016)[149][150]
- Fábio Carille (interino- septiembre de 2016–octubre de 2016)[150][151]
- Oswaldo de Oliveira (octubre de 2016-diciembre de 2016)[152][153]
- Fábio Carille (diciembre de 2016–mayo de 2018)[154][155]
- Osmar Loss (mayo de 2018–septiembre de 2018)[156][157]
- Jair Ventura (septiembre de 2018–diciembre de 2018)[158][159]
- Fábio Carille (diciembre de 2018–noviembre de 2019)[160][161]
- Dyego Coelho (interino- noviembre de 2019)[162]
- Tiago Nunes (noviembre de 2019–septiembre de 2020)[163][164]
- Dyego Coelho (interino- septiembre de 2020–octubre de 2020)[164]
- Vágner Mancini (octubre de 2020-mayo de 2021)[165][166]
- Sylvinho (mayo de 2021–febrero de 2022)[167][168]
- Fernando Lázaro (interino- febrero de 2022)[94]
- Vítor Pereira (febrero de 2022–diciembre de 2022)[169][170]
- Fernando Lázaro (enero de 2023–abril de 2023)[171][172]
- Cuca (abril de 2023)[173][174]
- Danilo (interino- abril de 2023–mayo de 2023)[175]
- Vanderlei Luxemburgo (mayo de 2023–septiembre de 2023)[176][177]
- Mano Menezes (octubre de 2023–febrero de 2024)[178][179]
- Thiago Kosloski (interino- febrero de 2024)[179][180]
- António Oliveira (febrero de 2024–julio de 2024)[181][182]
- Raphael Laruccia (interino- julio de 2024)[183]
- Ramón Díaz (julio de 2024–abril de 2025)[184][185]
- Orlando Ribeiro (interino- abril de 2025)[186][187]
- Dorival Júnior (abril de 2025–presente)[6]

## Participaciones internacionales
| Competencia                           | Edición |
| ------------------------------------- | --- |
| Copa Mundial de Clubes de la FIFA (2) | 2000, 2012                                                                                                  |
| Copa Libertadores de América (18)     | 1977, 1991, 1996, 1999, 2000, 2003, 2006, 2010, 2011, 2012, 2013, 2015, 2016, 2018, 2020, 2022, 2023, 2025. |
| Copa Sudamericana (10)                | 2003, 2005, 2006, 2007, 2017, 2019, 2021, 2023, 2024, 2025.                                                 |
| Copa Mercosur (4)                     | 1998, 1999, 2000 y 2001                                                                                     |
| Copa Conmebol (2)                     | 1994, 1995                                                                                                  |
| Recopa Sudamericana (1)               | 2013 |
| Copa Internacional de Río (2)         | 1952, 1953                                                                                                  |
| Pequeña Copa del Mundo de Clubes (1)  | 1953 |

### Por competición
| Torneo                            | TJ | PJ  | PG  | PE | PP | GF  | GC  | Dif. | Puntos |
| --------------------------------- | -- | --- | --- | -- | -- | --- | --- | ---- | ------ |
| Copa Libertadores de América      | 17 | 138 | 68  | 33 | 37 | 223 | 133 | +90  | 234    |
| Copa Mundial de Clubes de la FIFA | 2  | 6   | 4   | 2  | 0  | 8   | 2   | +6   | 14     |
| Copa Sudamericana                 | 9  | 56  | 25  | 17 | 14 | 79  | 52  | +27  | 92     |
| Copa Conmebol                     | 2  | 10  | 5   | 3  | 2  | 27  | 18  | +9   | 18     |
| Recopa Sudamericana               | 1  | 2   | 2   | 0  | 0  | 4   | 1   | +3   | 6      |
| Copa Mercosur                     | 4  | 30  | 9   | 6  | 15 | 40  | 43  | -3   | 33     |
| Total                             | 35 | 242 | 113 | 61 | 68 | 381 | 249 | +132 | 397    |

## Afición

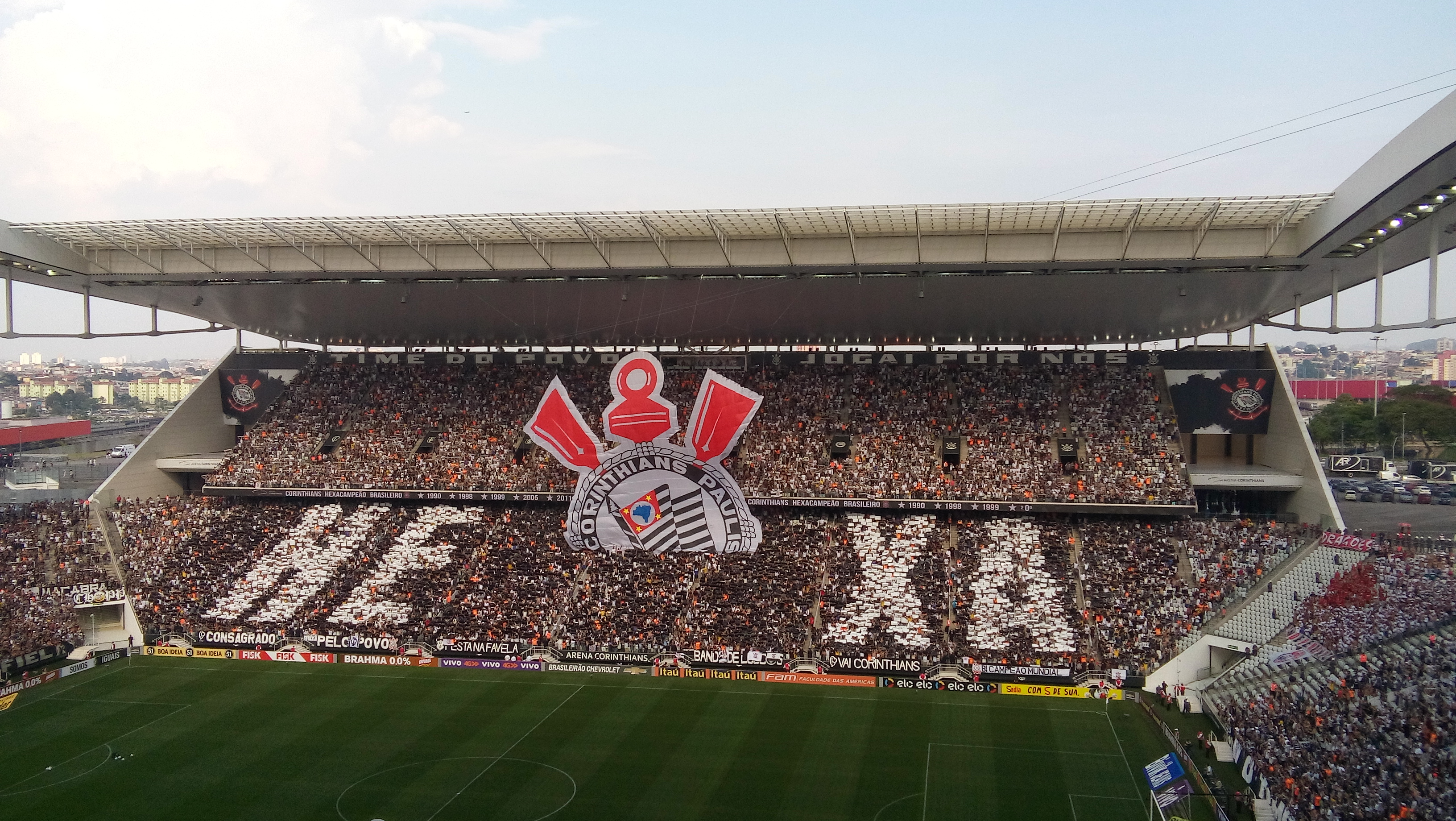
Afición del Corinthians realizando un mosaico 3D en su estadio.

Según investigaciones del Instituto Brasileño de Opinión Pública y Estadística (IBOPE), el Corinthians posee la segunda mayor hinchada de Brasil después del Flamengo con cerca de un 13% de la preferencia nacional. Entre los hinchas del estado de São Paulo es el más popular.

## Palmarés

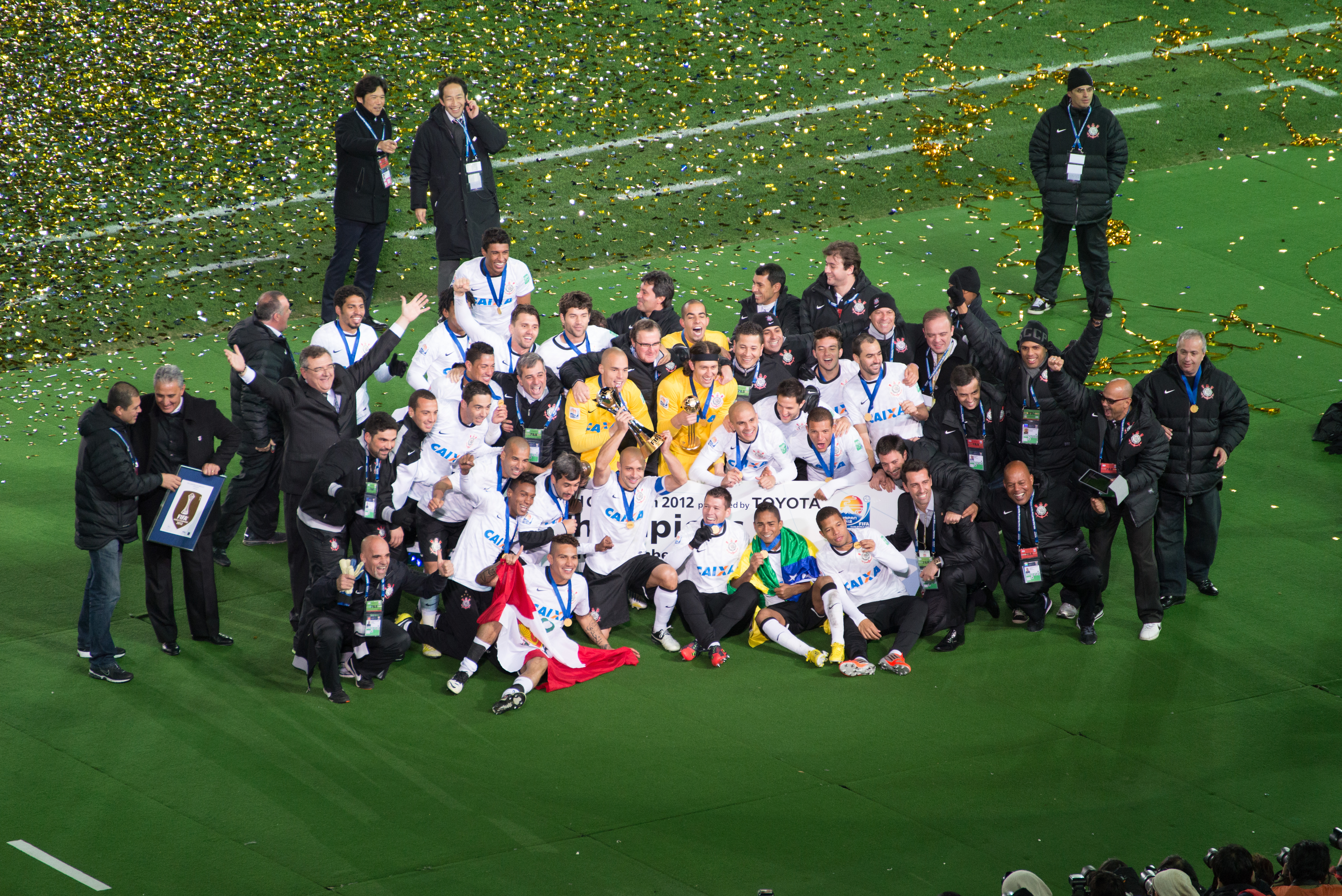
Corinthians celebrando la conquista de la Copa Mundial de Clubes de 2012 al derrotar 1-0 al Chelsea inglés.

### Títulos oficiales
Nota: en negrita competiciones vigentes en la actualidad.
Honor
Triple corona intercontinental 2013 Invicto.
Torneos nacionales
| Competición nacional      | Títulos                                   | Subcampeonatos          |
| ------------------------- | ----------------------------------------- | ----------------------- |
| Serie A (7/3)             | 1990, 1998, 1999, 2005, 2011, 2015, 2017. | 1976, 1994, 2002.       |
| Copa de Brasil (3/4)      | 1995 invicto, 2002, 2009.                 | 2001, 2008, 2018, 2022. |
| Supercopa de Brasil (1/0) | 1991 invicto.                             |                         |
|                           |                                           |                         |
| Serie B (1/0)             | 2008.                                     |                         |

Torneos internacionales
| Competición internacional               | Títulos                    | Subcampeonatos |
| --------------------------------------- | -------------------------- | -------------- |
| Copa Mundial de Clubes de la FIFA (2/0) | 2000 invicto, 2012invicto. |                |
| Copa Libertadores de América (1/0)      | 2012 invicto.              |                |
| Recopa Sudamericana (1/0)               | 2013 invicto.              |                |
|                                         |                            |                |
| Pequeña Copa del Mundo* (1/0)           | 1953² invicto.             |                |

(*) Algunos clubes la contabilizan en su propio palmarés personal; no obstante, sin ser oficial por ningún estamento continental ni mundial.
Torneos estaduales
| Competición estadual        | Títulos | Subcampeonatos |
| --------------------------- | --- | --- |
| Campeonato Paulista (31/21) | 1914, 1916, 1922, 1923, 1924, 1928, 1929, 1930, 1937, 1938, 1939, 1941, 1951, 1952, 1954, 1977, 1979, 1982, 1983, 1988, 1995, 1997, 1999, 2001, 2003, 2009, 2013, 2017, 2018, 2019, 2025. (Récord) | 1918, 1925, 1936, 1942, 1943, 1945, 1946, 1947, 1955, 1962, 1966, 1968, 1974, 1984, 1987, 1991, 1993, 1998, 2005, 2011, 2020. |
| Copa Paulista (1/0)         | 1962 | |

Torneos interestaduales
| Competición interestadual  | Títulos                                                   | Subcampeonatos    |
| -------------------------- | --------------------------------------------------------- | ----------------- |
| Torneo Rio-São Paulo (5/3) | 1950 invicto, 1953, 1954, 1966, 2002. (Récord compartido) | 1951, 1963, 1993. |

### Cronología de los principales títulos
| Torneo               | Año  | N.º  |
| -------------------- | ---- | ---- |
| Campeonato Paulista  | 1914 | 1.º  |
| Campeonato Paulista  | 1914 | 1.º  |
| Campeonato Paulista  | 1916 | 2.º  |
| Campeonato Paulista  | 1922 | 3.º  |
| Campeonato Paulista  | 1923 | 4.º  |
| Campeonato Paulista  | 1924 | 5.º  |
| Campeonato Paulista  | 1928 | 6.º  |
| Campeonato Paulista  | 1929 | 7.º  |
| Campeonato Paulista  | 1930 | 8.º  |
| Campeonato Paulista  | 1937 | 9.º  |
| Campeonato Paulista  | 1938 | 10.º |
| Campeonato Paulista  | 1939 | 11.º |
| Campeonato Paulista  | 1941 | 12.º |
| Torneo Río-São Paulo | 1950 | 13.º |
| Campeonato Paulista  | 1951 | 14.º |
| Campeonato Paulista  | 1952 | 15.º |
| Torneo Río-São Paulo | 1953 | 16.º |
| Torneo Río-São Paulo | 1954 | 17.º |
| Campeonato Paulista  | 1954 | 18.º |
| Torneo Río-São Paulo | 1966 | 19.º |
| Campeonato Paulista  | 1977 | 20.º |
| Campeonato Paulista  | 1979 | 21.º |
| Campeonato Paulista  | 1982 | 22.º |
| Campeonato Paulista  | 1983 | 23.º |
| Campeonato Paulista  | 1988 | 24.º |
| Campeonato Brasileño | 1990 | 25.º |

| Torneo                 | Año  | N.º  |
| ---------------------- | ---- | ---- |
| Supercopa de Brasil    | 1991 | 26.º |
| Copa de Brasil         | 1995 | 27.º |
| Campeonato Paulista    | 1995 | 28.º |
| Campeonato Paulista    | 1997 | 29.º |
| Campeonato Brasileño   | 1998 | 30.º |
| Campeonato Paulista    | 1999 | 31.º |
| Campeonato Brasileño   | 1999 | 32.º |
| Copa Mundial de Clubes | 2000 | 33.º |
| Campeonato Paulista    | 2001 | 34.º |
| Torneo Río-São Paulo   | 2002 | 35.º |
| Copa de Brasil         | 2002 | 36.º |
| Campeonato Paulista    | 2003 | 37.º |
| Campeonato Brasileño   | 2005 | 38.º |
| Campeonato Paulista    | 2009 | 39.º |
| Copa de Brasil         | 2009 | 40.º |
| Campeonato Brasileño   | 2011 | 41.º |
| Copa Libertadores      | 2012 | 42.º |
| Copa Mundial de Clubes | 2012 | 43.º |
| Campeonato Paulista    | 2013 | 44.º |
| Recopa Sudamericana    | 2013 | 45.º |
| Campeonato Brasileño   | 2015 | 46.º |
| Campeonato Paulista    | 2017 | 47.º |
| Campeonato Brasileño   | 2017 | 48.º |
| Campeonato Paulista    | 2018 | 49.º |
| Campeonato Paulista    | 2019 | 50.º |

## Rivalidades

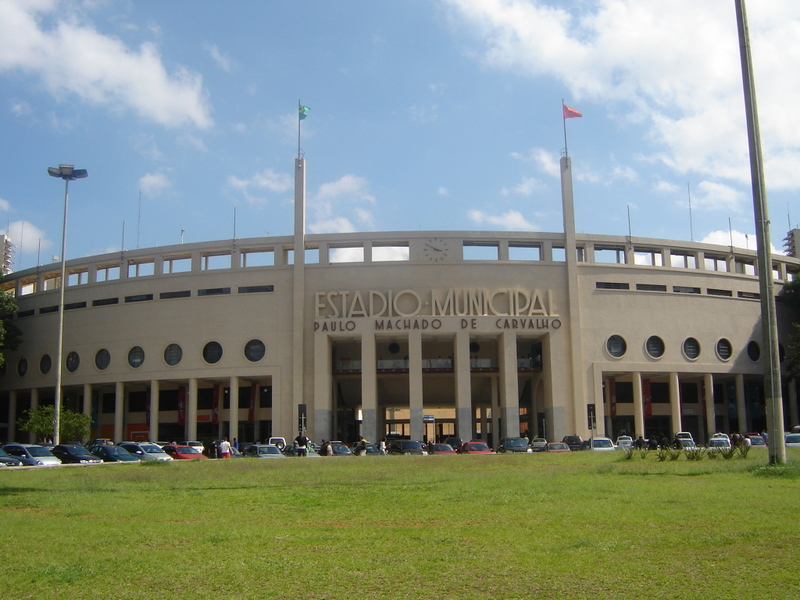
Este fue el estadio que utilizó Corinthians hasta 2014, llamado Estádio Municipal Paulo Machado de Carvalho, también conocido como Estádio do Pacaembu.

El clásico de Corinthians por excelencia, y rival más tradicional es el Palmeiras. Palmeiras y Corinthians és conocido como el Derby Paulista, uno de los clásicos más importantes de Brasil y del mundo, y se han enfrentado un total de 372 veces, con un balance de 129 victorias corinthianas, 130 triunfos alviverdes y 113 empates. Cláudio es el máximo goleador de la historia del derbi paulista con 21 tantos.
El Corinthians mantiene una fuerte rivalidad futbolística con los principales equipos del Estado de São Paulo; si bien su clásico rival es el Palmeiras, también mantiene una fuerte rivalidad con el São Paulo con quien disputa el «Clássico Majestuoso» y con el Santos, con quien disputa el «Clássico Alvinegro». Los dos primeros, más el Timão, forman el llamado Trío de Hierro (en portugués, 'Trio de Ferro') del Fútbol Paulista. Fuera de lo que es el Fútbol Paulista, destaca su enfrentamiento como un clásico de menor importancia con el Flamengo, conocido en Brasil como el Clássico do Povo (Clásico del Pueblo), siendo que son los dos clubes más populares a nivel nacional y que se vive sobre todo en el interior del país, y que se da en competiciones de nivel nacional y en una época en competiciones interestatales.